# Lotsenviertel

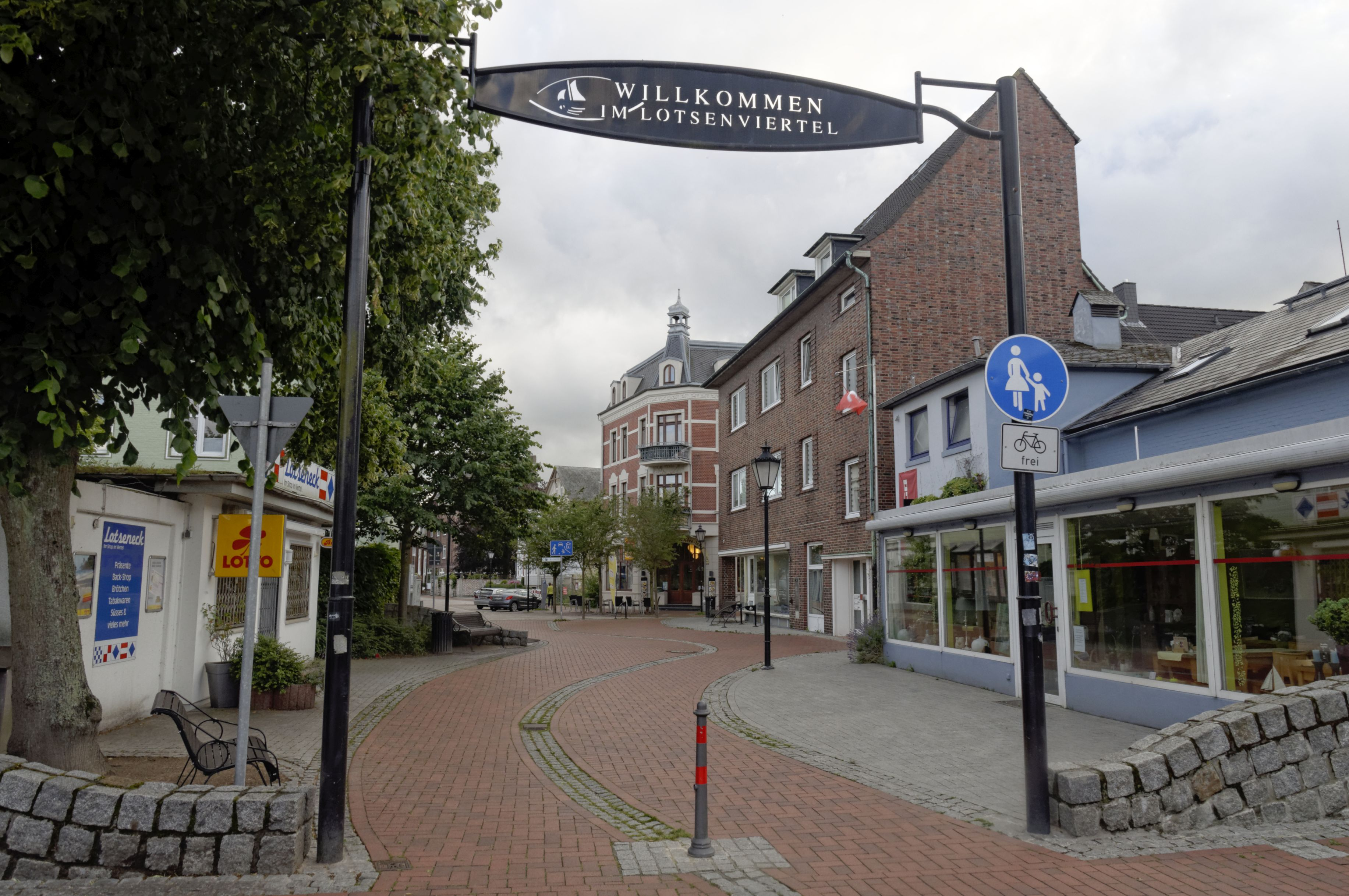
Fußgängerzone Schillerstraße

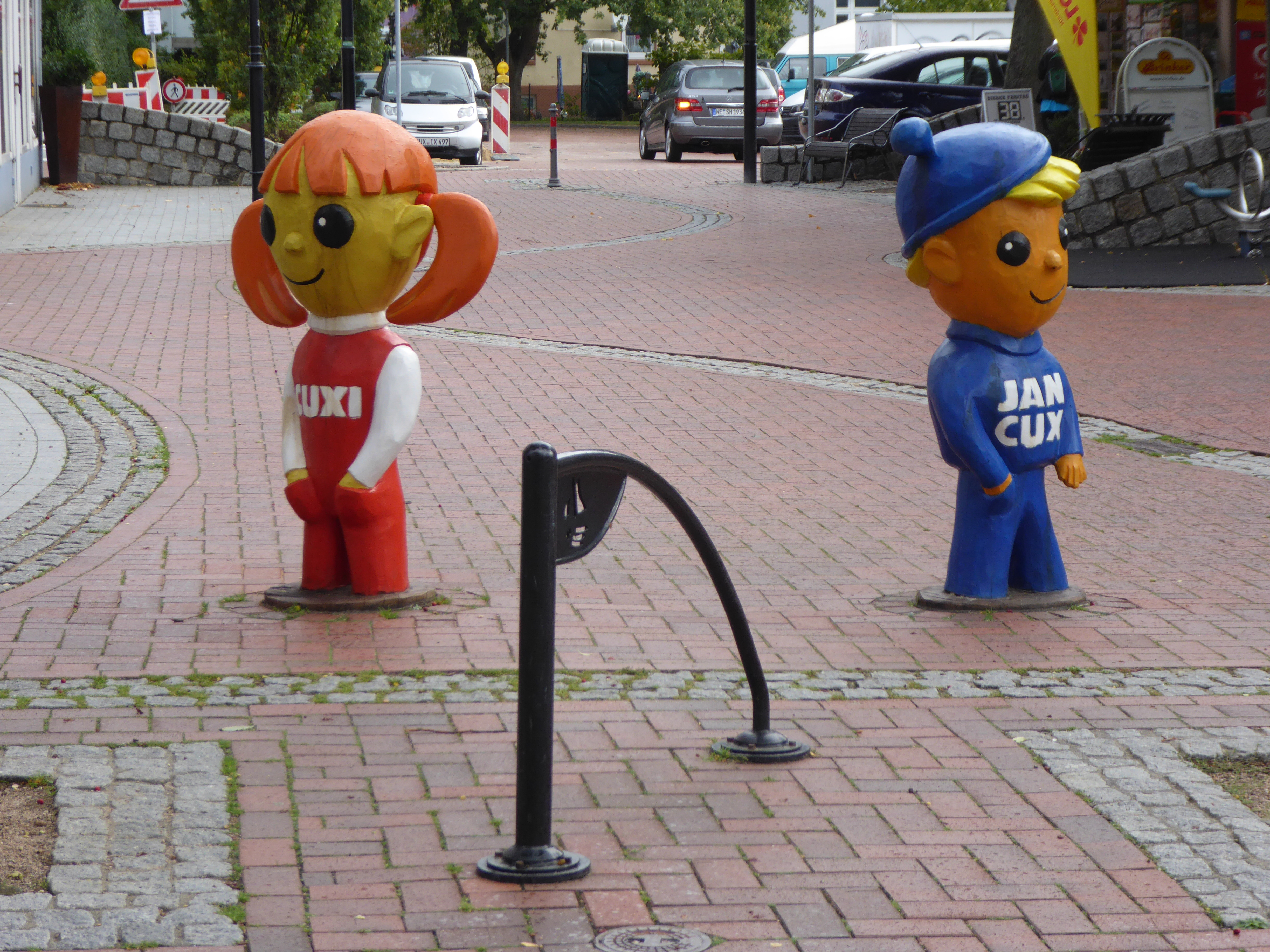
Cuxi und Jan Cux, Schillerstraße

Das Lotsenviertel ist ein Stadtquartier in Cuxhaven, Alt-Cuxhaven und Cuxhaven-Döse zwischen Hafen und Döse. 

## Geschichte

### Entwicklung
Früher bestand in Cuxhaven eine Residenzpflicht für Lotsen. Sie durften nicht weiter als 1 km von der Lotsenversetzstelle am Hafen und der Alten Liebe entfernt leben, damit sie schnell einsatzbereit waren. So konnten sie nur in dem angrenzenden westlichen Viertel wohnen. Im Bereich Alte Deichstraße, Lotsengang, Schillerstraße und Marienstraße stehen noch heute Häuser der Lotsen. 
Deshalb nannten die Anwohner und Geschäftsleute diesen Bereich in Cuxhaven Lotsenviertel. In einem Projekt schlossen sich die Geschäftsleute des ehemaligen Schillerzentrums zusammen und führten den neuen Namen Lotsenviertel ein. Bis Dezember 2010 erfolgten Umbaumaßnahmen in der Schillerstraße; sie erhielt eine niveaugleiche Pflasterung aus Granit und Klinkersteinen und die Figuren Cuxi und Jan Cux (nach der von Magda Roos entworfenen Figur) wurden aufgestellt.

### Straßen

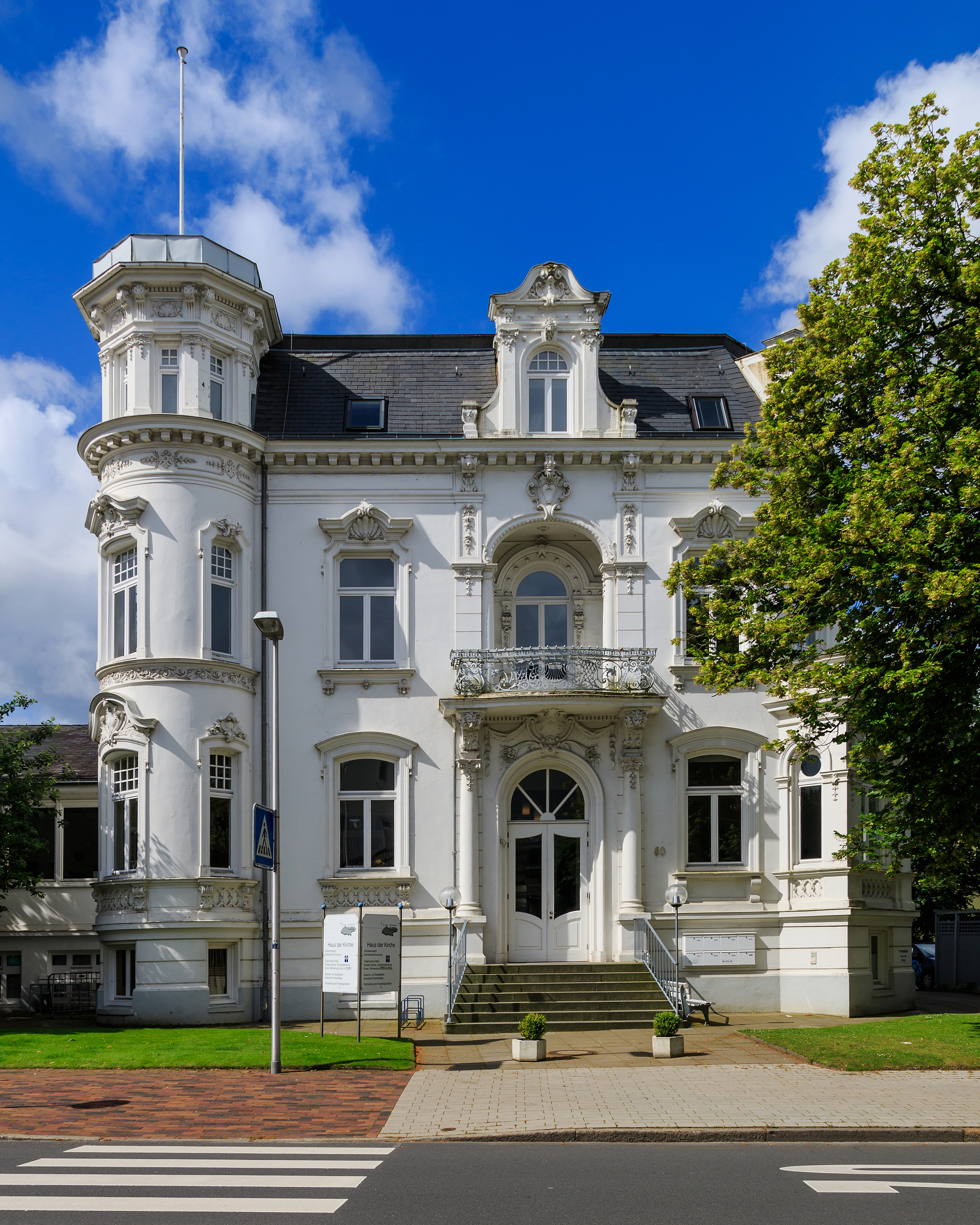
Marienstraße 50

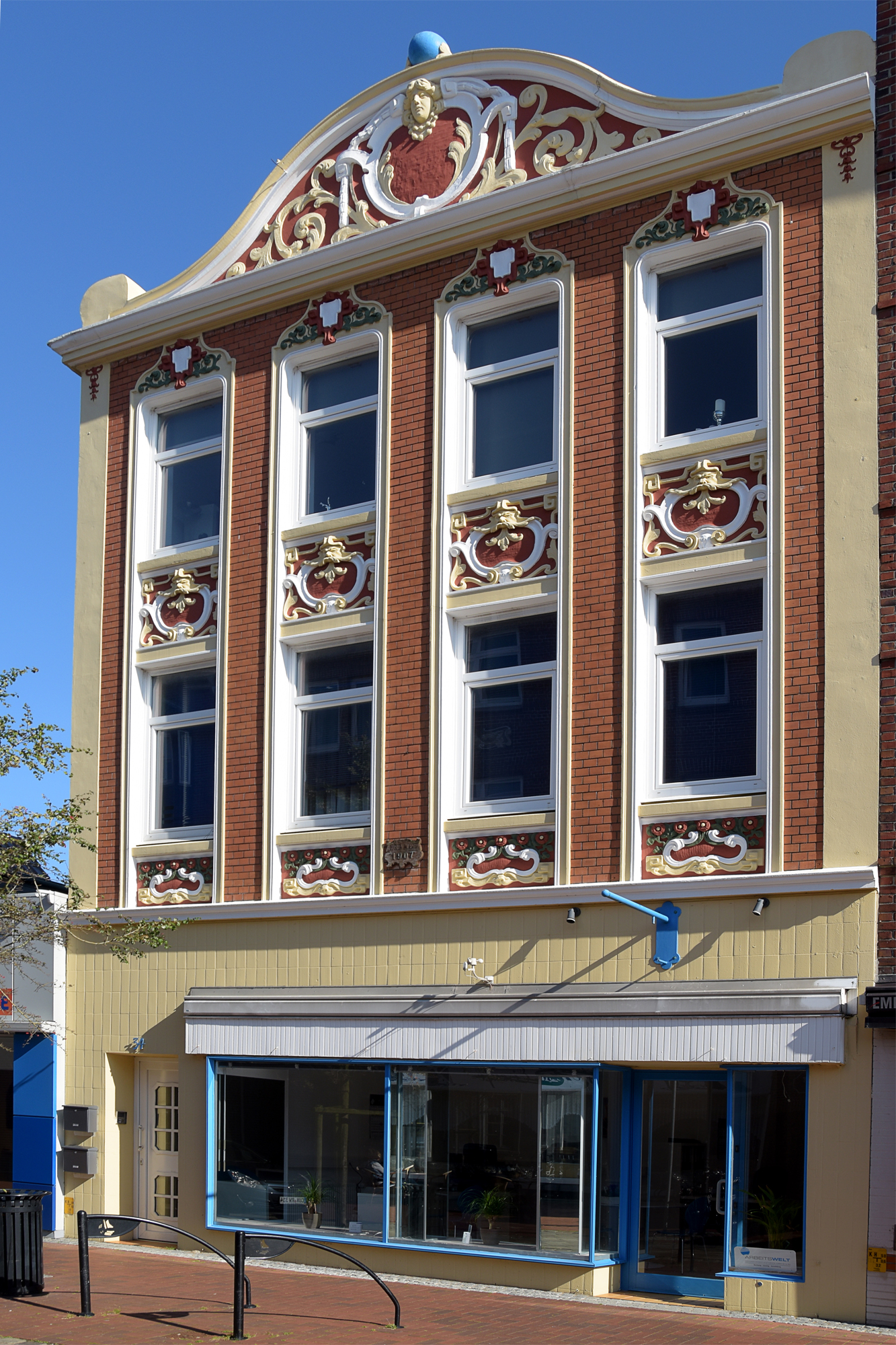
Schillerstraße 34

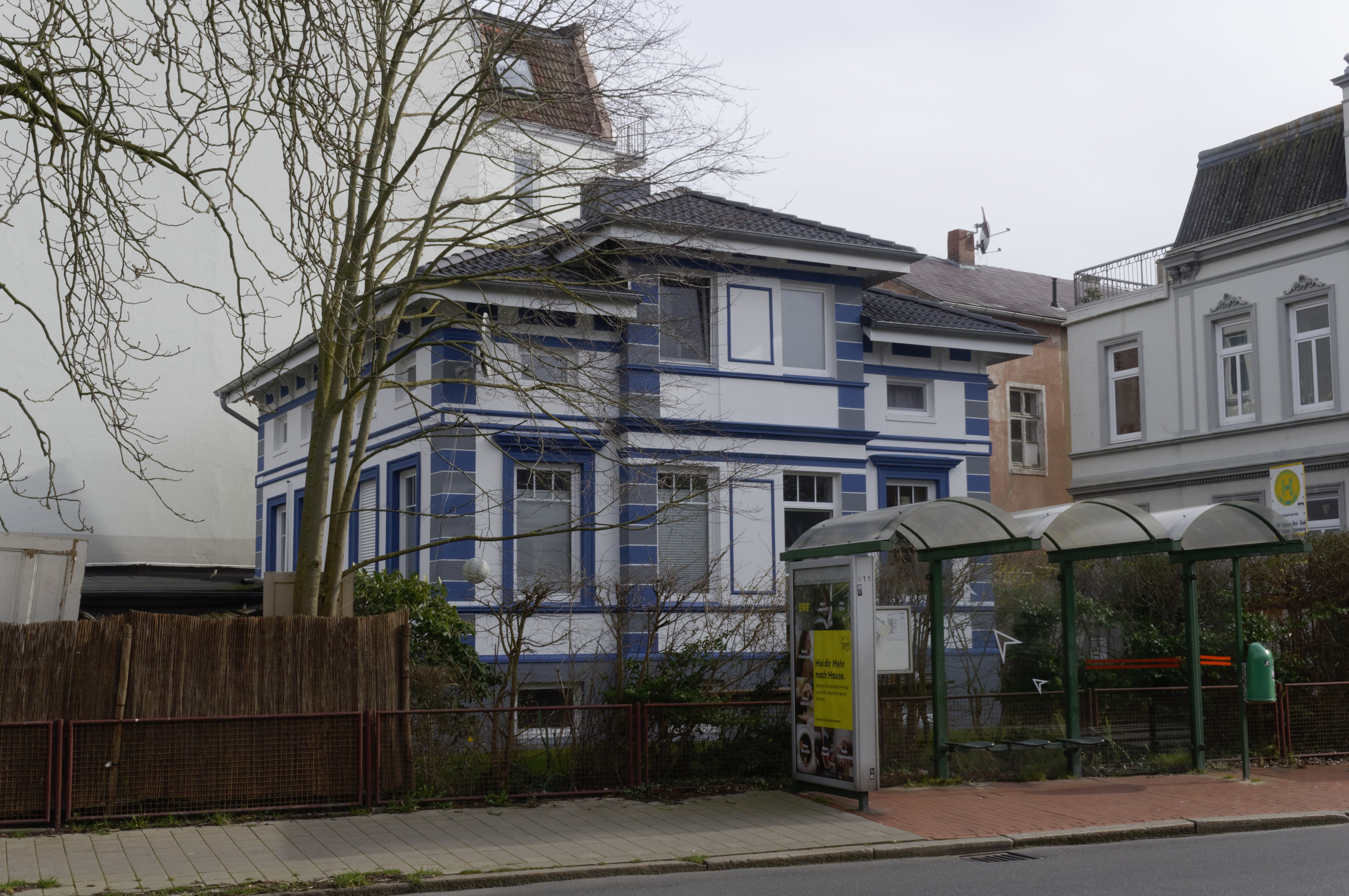
Marienstraße 36b (?)

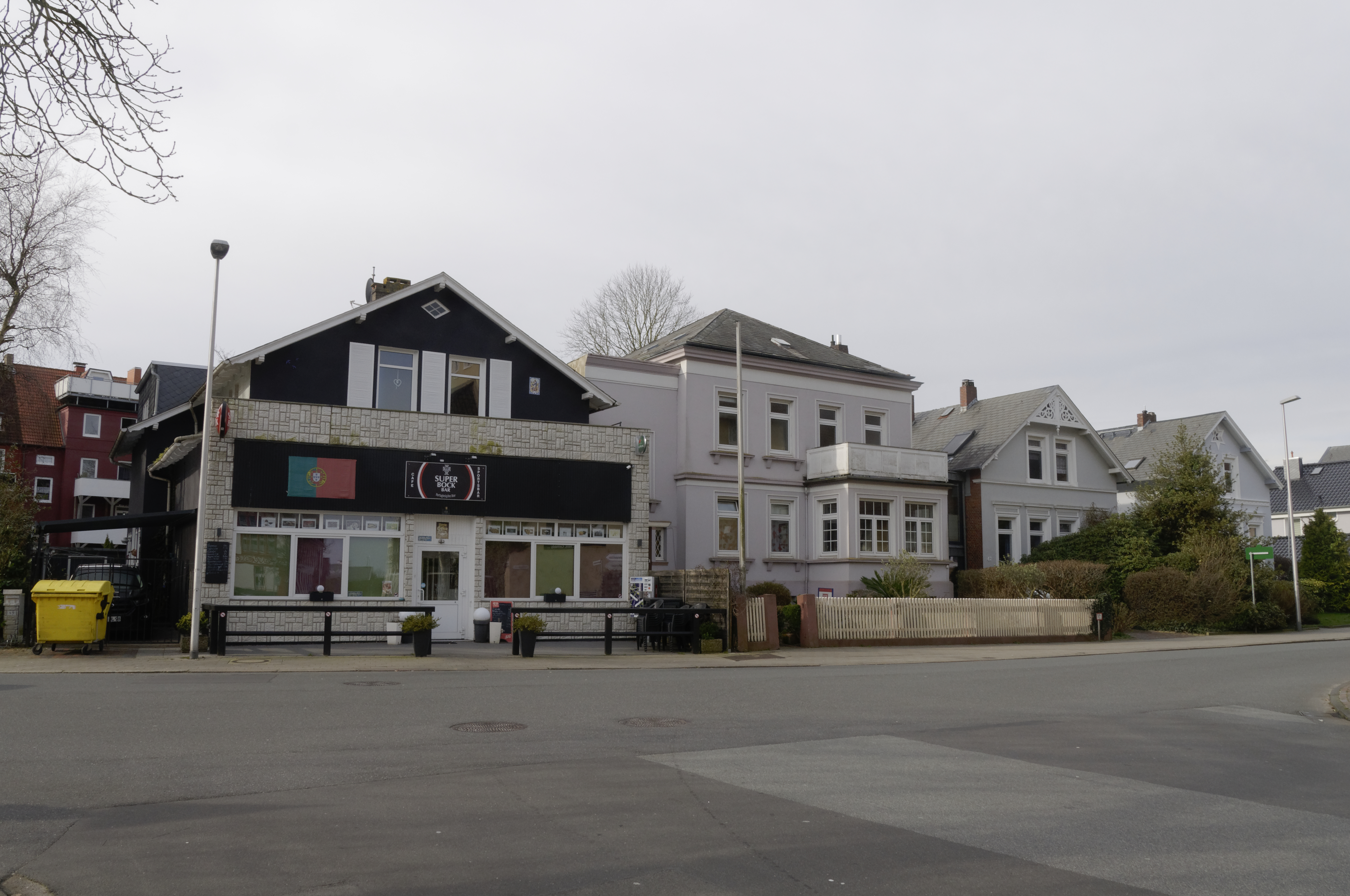
Marienstraße 46–49

Folgende Straßen befinden sich (manche nur t = teilweise) im Lotsenviertel: Alter Deichweg, Am Seedeich, Bernhardstraße, Catharinenstraße (t), Deichstraße (t), Deichtrift, Fahrenholzstraße, Grüner Weg (t), Hamburg-Amerika-Straße (t), Heinrichstraße, Kasernenstraße, Kirchenpauerstraße (t), Lotsengang, Magda-Roos-Platz, Marienstraße, Neue Reihe, Predöhlstraße (t), Reinekestraße (t), Schillerplatz, Schillerstraße und Strichweg (t).
Verkehrlich wird das Lotsenviertel zumeist von den Buslinien 1006, 1007 und 1010 der KVG erschlossen.

## Gebäude, Anlagen (Auswahl)
Im Lotsenviertel mit einer höheren Aufenthaltsqualität stehen zumeist ein- bis dreigeschossige Gebäude mit zumeist Sattel- und Walmdächern. Lagebedingt befinden sich hier viele Ferienwohnungen, kleine Hotels, Gaststätten, Einzelhändler, Dienstleister und Handwerksbetriebe. Die mit D gekennzeichnete Häuser stehen unter Denkmalschutz.
- Alter Deichweg Nr. 1, 3, 14, 17, 21 und 25: Wohn- bzw. Wohn- und Geschäftshäuser (alle D)
- Am Seedeich Nr. 5, 7, 12 und 13: Wohnhäuser (alle D)
- Grüner Weg Nr. 18, 25, 31 und 37: Wohnhäuser (alle D)
- Kasernenstraße Nr. 8: Arrestgebäude (D)
- Marienstraße Nr. 37: Große Wetternkaserne (D)
- Marienstraße Nr. 50: Villa von vor 1900 im Stil des Historismus (D)
- Neue Reihe Nr. 18, 31, 33, 40–44 und 47–54: Wohnhäuser (alle D)
- Predöhlstraße Nr. 1: Wohnhaus (D)
- Schillerstraße Nr. 7, 10, 17, 34, 42 und 47: Wohn- und Geschäftshäuser (alle D)